# Casino de París
El Casino de París, ubicado en el número 16 de la rue de Clichy, en el 9.º distrito de París, es uno de los conocidos music halls de París, con una historia que se remonta al siglo XVIII. Aunque su nombre podría sugerir lo contrario, es un lugar de espectáculos, no una casa de juego. 
El primer edificio en esta ubicación en el que se podían montar espectáculos fue erigido por Louis François Armand du Plessis, duc de Richelieu, Duque de Richelieu alrededor de 1730. 
Después de la Revolución Francesa, el lugar fue renombrado como Jardines de Tivoli y se destino a espectáculos de fuegos artificiales. En 1880 se convirtió en el Teatro Palace, que albergó espectáculos de diferentes tipos, incluyendo lucha libre.
Sin embargo, fue al comienzo de la Primera Guerra Mundial cuando el moderno Casino de París comenzó a tomar forma, cuando el lugar se convirtió en un cine y sala de música. Tras los bombardeos de la Primera Guerra Mundial, que interrumpieron las actuaciones, se retomó el formato de revista, actividad que duró gran parte del siglo XX.
A lo largo de las décadas, en la lista de conocidos artistas que han actuado en el Casino de París se incluyen a Mistinguett, Maurice Chevalier, Josephine Baker, Micheline Bernardini, Tino Rossi, Essi Moh, Line Renaud, Shakin' Stevens, A-ha, Carla Bruni, Violetta Villas, Georges Guétary y Zizi Jeanmaire; escritores que han contribuido con su trabajo incluyen a Serge Gainsbourg y Jean Ferrat; Yves Saint Laurent diseñó para el Casino en la década de 1970, y los artistas de carteles han incluido a Erté y Jules Chéret.

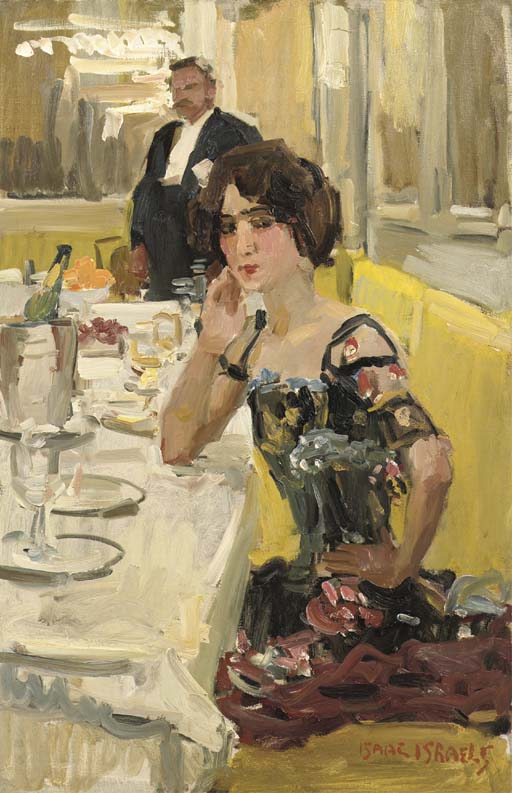
Una mesa en el Restaurante Le Perroquet, en Casino de París, por Isaac Israëls, entre 1905 y 1923

El restaurante Le Perroquet está en el entresuelo del vestíbulo bajo el gran techo de vidrio del Casino de París